# Inazuma Eleven Strikers
Inazuma Eleven Strikers (イナズマイレブン ストライカーズ?, Inazuma Irebun Sutoraikāzu) è il primo videogioco per Wii appartenente alla serie di videogiochi di calcio e di ruolo Inazuma Eleven, prodotta da Level-5. È disponibile in Giappone dal 16 luglio 2011 ed è stato pubblicato in Europa il 28 settembre 2012. Questo gioco non si inserisce nella serie principale e non ha una storia come quelli per Nintendo DS e 3DS, ma si può giocare con tutte le squadre dei primi tre videogiochi, compresa la Ogre. Il gioco ha una grafica 3D e le voci dei personaggi che si sentono anche al momento dell'utilizzo delle tecniche. La sigla di apertura del gioco è Minna atsumariiyo (みんなあつまリーヨ!?) dei T-Pistonz+KMC.

## Modalità di gioco
Dal menù principale si può accedere a quattro modalità 

### Club di Calcio
"Club calcio" (ぶしつ?, bushitsu) - modalità per un giocatore singolo in cui si crea e allena la propria squadra personale. Si può ingaggiare i giocatori delle squadre già sbloccate per creare la formazione desiderata. Si può scegliere nome, divisa e numero di maglia, invece lo stemma è assegnato in base alla divisa scelta. Si può anche scegliere l'allenatore tra Hillman, Lina, Travis e il nonno di Mark. Si può scegliere anche la manager, tra Silvia, Celia, Nelly e Cammy (nel caso in cui tutte e quattro siano impiegate come giocatrici verrà assegnata un'altra manager, Aurelia, che non è una calciatrice ed è la manager della squadra femminile). Nel club di calcio, allenatore e manager forniscono statistiche utili (umore dei giocatori, presenze reti, legame, ecc...). Si può salvare la squadra sul Telecomando Wii con la modalità trasferta, per giocare su altre console con la propria squadra, salvata sul Telecomando Wii.  
Per sbloccare le squadre si affrontano dodici partite fra quelle dei primi tre giochi della serie, raggruppati in quattro coppe: all'inizio si parte con la Raimon del primo gioco, poi man mano che si va avanti con i tornei e si battono le altre squadre si possono reclutare gli altri giocatori. Una volta finito il gioco, cioè dopo aver completato la quarta coppa, si possono reclutare Arion, Riccardo, Victor e Gabriel, personaggi provenienti dalla saga Inazuma Eleven GO.

### Amichevole
"Amichevole" (エキシビション?, Ekishibishion, lett. "Esibizione") - modalità in cui si gioca una partita con due squadre tra quelle già incontrate nella modalità "Club calcio". Si può anche giocare con le squadre del club di calcio e con le squadre salvate nel Telecomando Wii. Possono giocare fino a quattro giocatori.

### Torneo
"Torneo" (トーナメント?, Tōnamento) - altra modalità multigiocatore (fino a quattro giocatori) in cui si svolge un torneo ad eliminazione diretta con quattro o otto squadre. Le squadre utilizzabili sono le squadre originali quelle del club di calcio e della trasferta.  Una volta scelte le squadre controllate dai giocatori le altre sono scelte casualmente dal computer e gestite da esso. in caso di scontro tra 2 squadre controllate dal computer, non verrà mostrata alcuna partita. 

### Minigiochi
"Minigiochi" (ミニゲーム?, Minigēmu) - modalità in cui si rigiocano gli stessi minigiochi dell'allenamento della modalità "Club calcio". In questa modalità sono disponibili tutte le squadre. Sono 5:
- Prova di forza! Trascina il bus!
- Tira pugni! Colpisci il copertone!
- Palla al volo!  Non far cadere la palla!
- Corsa coi copertoni! Trascina il copertone!
- Bungee gol! Prova a segnare!

Questi minigiochi sono disponibili anche nella sezione training del club di calcio, la differenza tra le due modalità e che nella sezione training si migliorano le statistiche della propria squadra. Mentre nella sezione minigiochi si registrano i record delle partite

### Tecniche Micidiali
Questo gioco si basa molto sull'uso di tecniche micidiali di tiro, difesa, parata o dribbling. Esistono inoltre tre livelli di potenza. Per usare una tecnica micidiale che non sia di parata bisogna avere una barra di potenza caricata al massimo. Quando si usa una di queste tecniche parte una specie di filmato in cui il giocatore non controlla il personaggio o i personaggi che eseguono la tecnica. Come negli altri giochi di Inazuma Eleven esistono anche tecniche combinate tra più giocatori. In Inazuma Eleven Strikers per usare le tecniche che richiedono due o più giocatori bisogna aumentare la percentuale di legame (キズナ?, kizuna) fra i giocatori: più due giocatori collaborano, ad esempio passandosi la palla, più questa percentuale sale. Quando arriva a certi traguardi (come 50%, 75% o 100%) si sbloccano dei miglioramenti e per alcuni giocatori anche le suddette mosse combinate.

## Controlli
Si può giocare in tre modi, a seconda dei tipi di controller che si usano: o solo Wiimote, o il Wiimote più il Nunchuk, o il Wiimote più il Classic Controller/Classic Controller Pro. Se si usa il Wiimote, lo si usa tenendolo in orizzontale.

## Squadre
Il gioco presenta le squadre più note della serie e alcune nuove squadre che riuniscono vari giocatori. Se un giocatore compare in più di una squadra, vale come due giocatori diversi.
- Raimon (雷門中?, Raimon chū, lett. "Scuola media Raimon")
- Royal Academy (帝国学園?, Teikoku Gakuen)
- Zeus (世宇子?, Zeusu)
- Second Raimon Chū (セカンド雷門中?, Sekando Raimon chū, lett. "Seconda scuola media Raimon") - la Raimon del secondo gioco
- Chaos (カオス?, Kaosu)
- Alius Academy (エイリア学園?, Eiria Gakuen, "Aliea Academy") - una squadra composta dei membri più influenti appartenenti alle squadre dell'Alius Academy della Gemini Storm, della Epsilon e della Genesis, oltre ad alcuni giocatori di Prominence e Diamond Dust non appartenenti alla Chaos
- Dark Emperors (ダークエンペラーズ?, Dāku Enperāzu)
- Inazuma Japan (イナズマジャパン?)
- Neo Japan (ネオジャパン?)
- Selezione All-Stars (世界選抜?, Sekai Senbatsu, lett. "Selezione mondiale") - squadra composta dai capitani delle nazionali affrontate dall'Inazuma Japan, più altri giocatori delle nazionali stesse.
- Dark Star (ダークエンジェル?, Dāku Enjeru, "Dark Angel")
- Ogre (王牙学園?, Ōga Gakuen)
- Squadra femminile (女子チーム,?, Joji Chīmu, lett. "Squadra delle ragazze") - squadra composta dalle ragazze più importanti apparse nella serie quali Celia, Nelly, Silvia e Cammy.

## Personaggi segreti
Oltre alle squadre sono presenti dei personaggi segreti di altre squadre provenienti dall'universo di Inazume Eleven, che possono essere sbloccati se avvengono determinate condizioni come il raggiungimento massimo del legame tra determinati giocatori oppure l'ingaggio di specifici giocatori.